# Noumandiez Doué
Noumandiez Doué (født 29. september 1970) er en fodbolddommer fra Elfenbenskysten. 
Han blev Fifa-dommer i 2004. Doué har dømt ved diverse internationale turneringer som Africa Cup of Nations 2010, Africa Cup of Nations 2012 og Africa Cup of Nations 2013. Han dømte også ved FIFA U-20 World Cup 2011.
I 2011 blev Doué udnævnt som Årets Dommer af Confederation of African Football.